# Charles Biderman
Charles Biderman es un ejecutivo empresarial nacido el 24 de octubre de 1946. Es fundador y director ejecutivo de TrimTabs Investment Research, Inc., una empresa independiente de investigación de mercados financieros con sede en Sausalito, California que publica diariamente investigaciones detalladas sobre la liquidez en bolsas de valores en varios países del mundo. Es entrevistado regularmente por periodistas de los grandes canales de televisión tales como CNBC y Bloomberg TV y es citado con frecuencia en periódicos de finanzas tales como Barron's Magazine, the Wall Street Journal, Forbes, y el Financial Times. Es autor de TrimTabs Investing: Using Liquidity Theory to Beat the Stock Market (John Wiley & Sons, 2005). Tiene un B.A. de la Universidad de la Ciudad de Nueva York y una Maestría en Administración de Negocios (MBA) de la Universidad Harvard.